# Tärendö
Tärendö est une localité de la commune de Pajala dans le comté de Norrbotten, dans le Nord de la Suède. Elle abritait un peu plus de 200 habitants en l'an 2000 sur une superficie de 39 ha, soit 533 hab/km2

## Géographie
Le hameau est situé sur le cours d'eau du Kalix à environ 75 km plus en aval de sa confluence avec le Kaitum. Le village se situe à 180 mètres d'altitude et est situé dans une zone globalement marécageuse, au pieds des monts scandinaves. Vu sa position au nord du pays (à 50 km de la Finlande), le village bénéficie d'un climat relativement doux mais froid.
Tärendö est situé sur une route mineure relient Hakkas (Hakkanen) à Anttis (Antinkylä). Sa liaison avec cette dernière permet l'accès à de plus grandes routes; notamment celle partant de Narvik et allant jusqu'à Pello et Tornio, en Finlande.
La rivière Kalix propose des eaux riches en poissons et des forêts de baies et de gibier.

## Personnalités liées à la ville
La fondeuse suédoise Charlotte Kalla y est née.